# Nembo II Daytona
La Nembo II Daytona è una vettura ad alte prestazioni realizzata dalla Carrozzeria Modenese Neri & Bonacini nel 1966.
La produzione di 5 esemplari prevedeva l'adozione di un telaio Iso Rivolta con motorizzazione iniziale V8 Chevrolet. Le Nembo Daytona, insieme alla Nembo Ferrari e alle Nembo Lancia, rappresentano esempi di design di altissimo livello al punto che le quotazioni raggiunte per questa auto sono tra le più alte in assoluto.

## Storia
Al progetto Nembo II si arriva quasi per caso e la nascita di questa vettura, come spesso succedeva negli anni '60, è conseguenza delle richieste bizzarre di particolari facoltosi clienti. Carlo Bernasconi, comasco, noto imprenditore dell'epoca e grande appassionato di auto sportive, sull'onda della eccezionale successo di quel periodo dovuto alla creatività dei modelli sfornati dai designer italiani, decide di creare un piccolo lotto di 5 vetture, sportive, potenti e leggere, da vendere nel mercato americano cui aveva contatti e grandi amici.
Affida il compito di realizzare la piccola serie di vetture (che Neri chiamerà “bozze”) e alla quale sembra aver dato personalmente un proprio contributo estetico al disegno della linea, alla carrozzeria Neri e Bonacini di Modena, già nota per aver realizzato prototipi per marche più blasonate come Lancia e Ferrari.
Le auto realizzate, inizialmente senza nome definito e specifico, come avveniva per tutte le creazioni artigianali di Neri e Bonacini, vennero battezzate dalla stampa specializzata con “Iso Daytona”, Iso Nembo o ancora “Strale Daytona 6000GT” oppure “Nembo II” (giocando sul significato del vocabolo Nembo cioè 'nel cielo' ovvero un riferimento alle divinità invece del semplice acronimo NEri Modena BOnacini. 
Con certezza si conoscono 3 esemplari attualmente in circolazione. Di altri 2 non si hanno notizie.

## Telaio e carrozzeria

### Il telaio
Per la realizzazione di questa piccola serie venivano utilizzati telai già pronti della Iso Rivolta. Il passo della Nembo II misura 2500 mm che è lo stesso adottato dal telaio Grifo, mentre la IR 300 ha passo 2700 mm. Questo lascia presumere che fossero utilizzati telai Iso Grifo, forse privi di numero ai quali poi erano associati numeri della serie IR 300.
Il telaio era realizzato in lamiera di acciaio saldata e non il classico telaio tubolare, questo perché si era visto forniva adeguata rigidità torsionale e estrema maneggevolezza. Inoltre lasciava libertà creativa per quanto riguardava la carrozzeria che poteva così usufruire della versione aperta o chiusa a seconda delle richieste senza dover intervenire sui telai per rinforzarli.
Tale nuova impostazione telaistica la si deve in origine al cavalier Rivolta che chiese a Pier Luigi Raggi, tecnico esperto di lamiere e a Giotto Bizzarrini di progettare un telaio fatto di lamiere stampate e saldate a punti, molto più adatto per la grande produzione in serie. Infatti l'ingegnere Rivolta aveva come idea base sempre la produzione di grandi quantità sia si trattasse di auto che di frigoriferi ed in tal senso chiese che venisse progettato il telaio della IR 300 e della Grifo.
La Nembo II utilizzando tale telaio, eredita le sospensioni anteriori che erano formate da doppi bracci di lunghezza diseguale con una barra antirollio. Quelle posteriori erano invece costituite da doppi bracci oscillanti e da un ponte De Dion con parallelogramma di Watt (della Grifo). Erano montati, sulle quattro ruote, delle molle elicoidali e degli ammortizzatori telescopici idraulici. 

### La carrozzeria
La carrozzeria era basata su pannelli in alluminio e acciaio saldati sul telaio in lamiera sagomata. 
Al progetto Nembo II si arriva quasi per caso. Fondamentali furono gli studi effettuati dall'ingegnere Bizzarrini riguardo alla telaistica e allo studio dei motori americani V8 al banco prove della Iso Rivolta, dove approda nel 1965 chiamato dall'ingegnere Rivolta per la realizzazione di un prototipo destinato alle corse: la IR 300 GT (Gran Turismo). 
Bizzarrini, nei primi anni '60 (1963) alla Neri e Bonacini sviluppa la ASA 1000 e proprio in quella collaborazione getterà le basi per il progetto Nembo II fornendo ai geniali carrozzieri le stesse soluzioni che adotterà per le sue auto 5300 GT e A3/C e A3/L quali telaio in lamiera saldata e grosso ed economico motore v8 americano.
La carrozzeria inizialmente pensata coupé chiusa due posti viene realizzata anche targa, con tettuccio amovibile. Il profilo basso e l'aerodinamica curata seguono lo stile dell'epoca, mutuando a grandi linee le forme di successo adottate da Ferrari, Lamborghini e altri minori carrozzieri costruttori dell'epoca.
Le versioni oggi esistenti hanno subito modificazioni nella carrozzeria, in un caso consistenti, dovuti a lavori di restauro o a modifiche commissionate direttamente dal proprietario.

## Motore e cambio

### Il motore
La motorizzazione rappresenta l'aspetto più curioso e incerto. Nelle intenzioni si voleva dotare la nuova auto di un motore molto potente che permettesse di darle una potenza superiore alla concorrenza (motore Ferrari) ma ad un costo molto più appetibile o come diceva lo stesso Bizzarrini, “al costo di due lire”. Si pensò al v8 Ford 6277 cc da 430 cavalli, oppure allo Chevrolet v8 di equivalente cilindrata, ma nessuno di questi motori fu mai utilizzato nella realtà in quanto erano motorizzazioni difficoltose da procurarsi se non direttamente dagli Stati Uniti e a costi eccessivi. Si adottò per tutti gli esemplari prodotti la più economica motorizzazione V8 Chevrolet 327 da 5.358 cm³ di cilindrata, sfruttando i canali di approvvigionamento già consolidati.
Inoltre, questo motore era stato già ampiamente studiato e collaudato dall'ingegnere Giotto Bizzarrini, come scrive lui stesso nel suo Curriculum Vitae; relegando a un futuro l'adattamento dell'eventuale nuovo motore. 
Il motore, perfettamente integrato sul telaio ISO,  vedeva applicate alcune modifiche che realizzava il corridore americano Dick Moroso, che poi ha dato vita ad una serie di parti ed accessori ad alte prestazioni tutt'ora molto conosciuto e diffuso in America. Alcune di queste componente permise di aumentare il numero di cavalli.

### Il cambio
Il cambio era ZF a cinque rapporti sincronizzati, azionabile da una leva montata centralmente sul pavimento, era lo stesso delle auto più blasonate dell'epoca: si trattava dello ZF S5-325. Il motore anteriore, mentre la trazione era posteriore.